# Ausonia Palace Hotel
 (septembre 2016).
Si vous disposez d'ouvrages ou d'articles de référence ou si vous connaissez des sites web de qualité traitant du thème abordé ici, merci de compléter l'article en donnant les références utiles à sa vérifiabilité et en les liant à la section « Notes et références ».
L'Ausonia Palace Hotel est une construction hôtelière de style stile Liberty, l'Art nouveau italien, située au Lido (Venise).

## Situation
Construit aux abords de la Gran Viale Santa Maria Elisabetta, l'immeuble est situé au 28 de cette rue et longe également la via Doge Michiel, sur la promenade principale du Lido di Venezia où se déroule, chaque année en septembre, le festival international du film (La Mostra de Venise).

## Historique
L'architecte Nicolò Piamonte, auteur du bâtiment entre 1905 et 1908, le réalisa pour le compte de Luigi Fabrizio.
L'immeuble a été enrichi, en 1913, en couvrant toute la façade avec des tuiles polychromes majoliques.
Elle est la plus grande surface de ce type du continent, conçue et réalisée par le célèbre céramiste de Bassano, Luigi Fabris.
Le mobilier de ses 80 chambres et le hall sont toujours les originaux du célèbre ébéniste milanais du style liberty Eugenio Quarti. Il fut exposé au prestigieux salon de l'Art de Paris.
Durant son existence, l'actuel Grande Albergo Ausonia & Hungaria eut d'autres dénominations : villa Brucker, villa Tozzi, Hotel Ausonia, Hotel Hungaria.

## Galerie

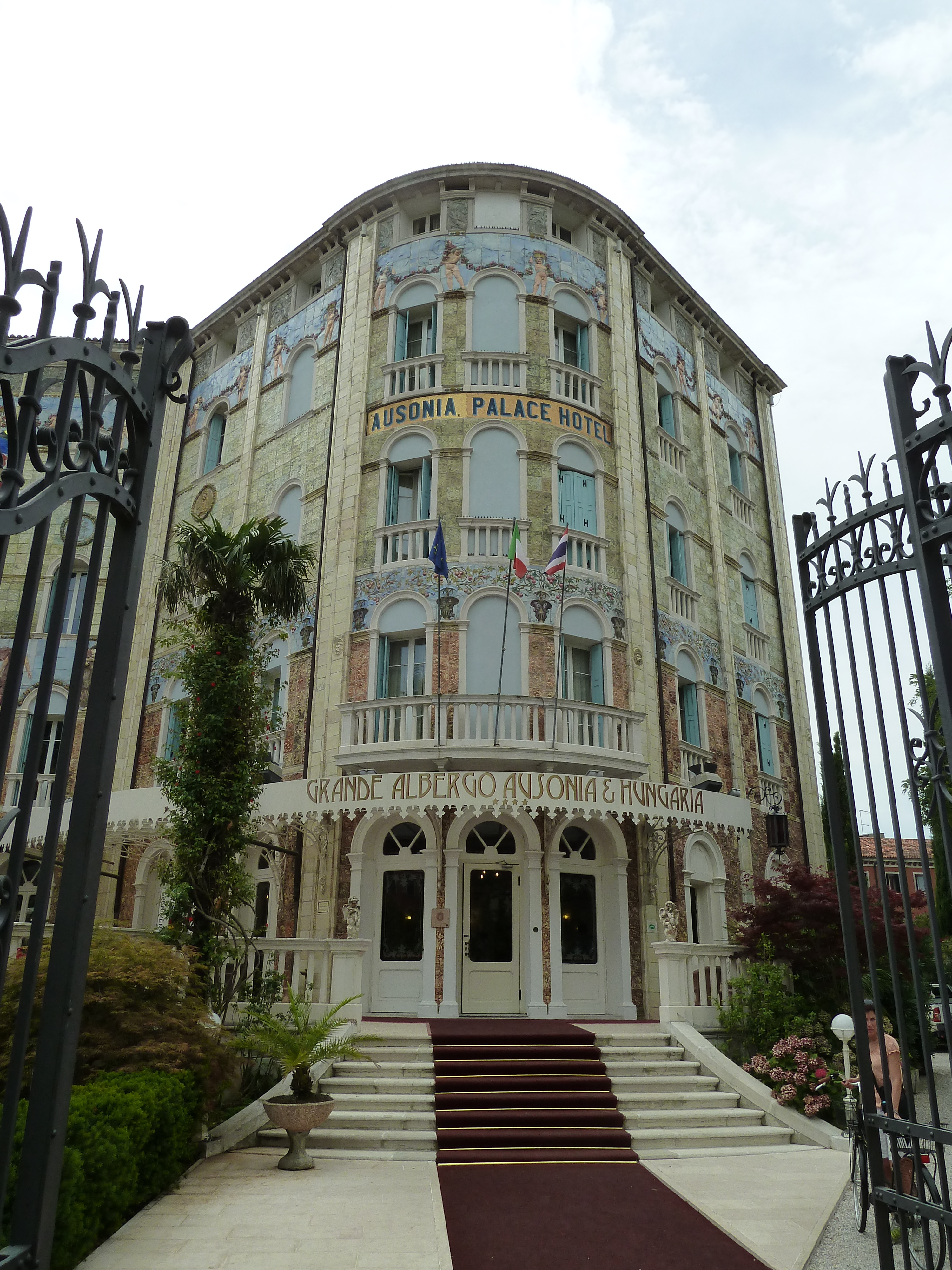
L'entrée de l'hôtel.
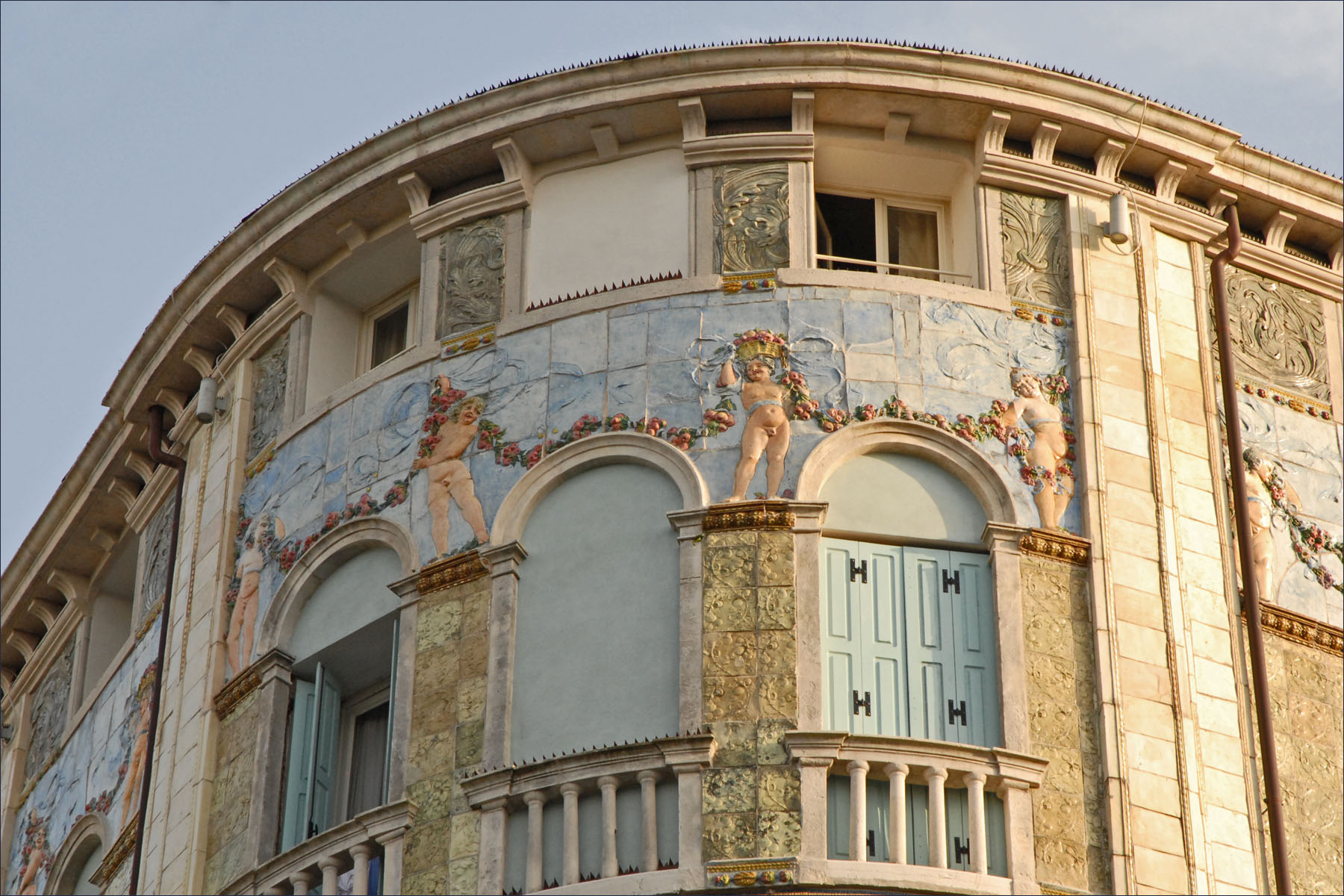
Détail des majoliques  de la façade.
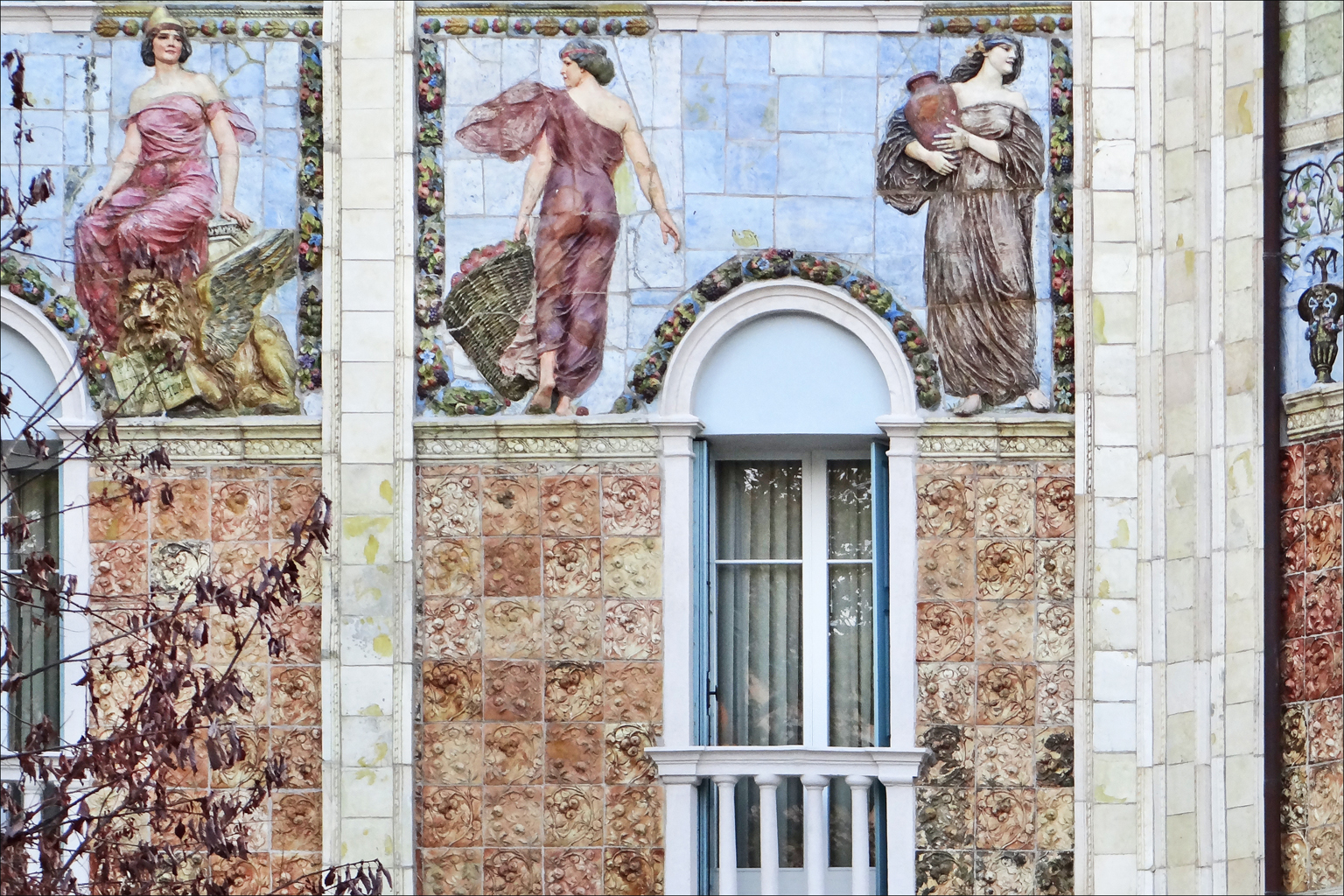
Détail des décorations de la façade.
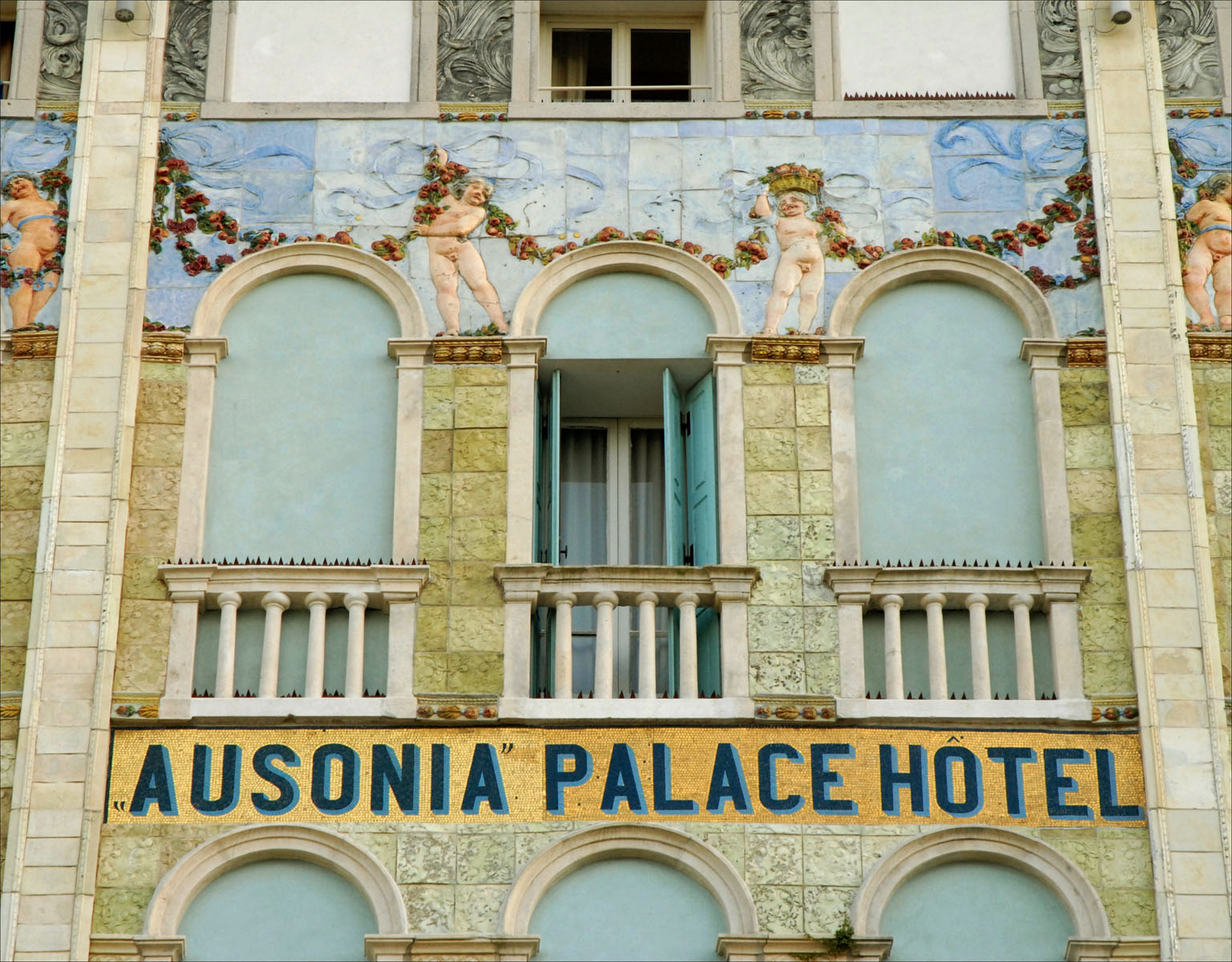
Façade de l'hôtel.
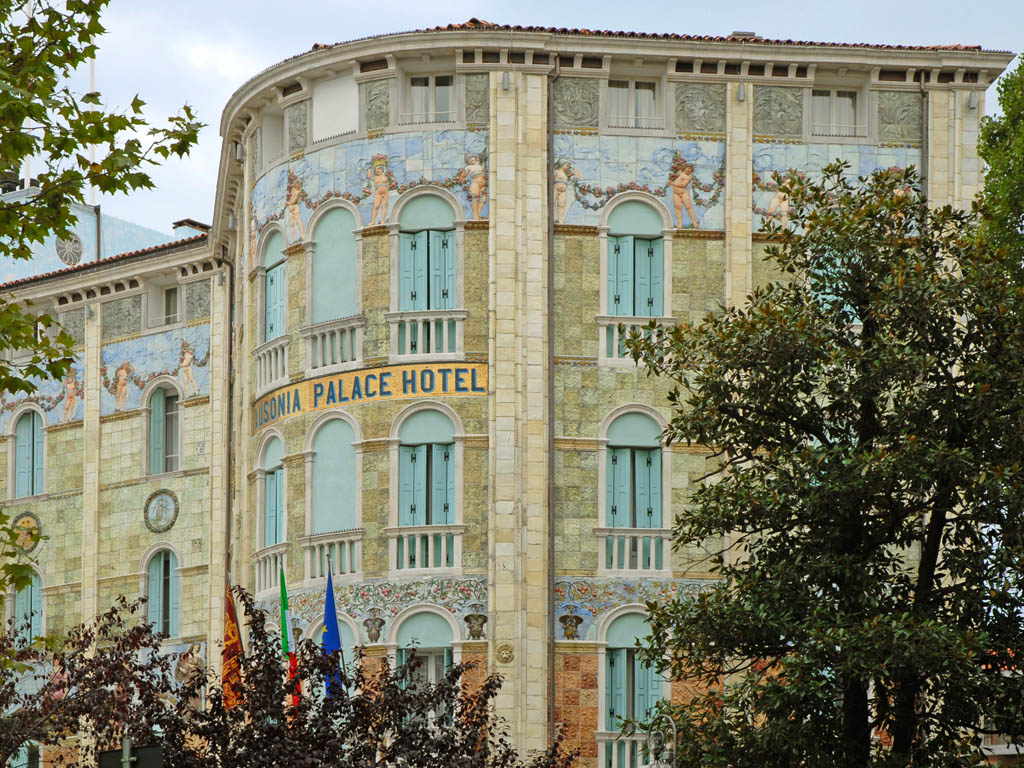
La façade, au-dessus de l'entrée.